# 隆林各族自治県
隆林各族自治県（りゅうりん-かくぞく-じちけん）は中華人民共和国広西チワン族自治区百色市に位置する自治県。「各族」はミャオ族、イ族、コーラオ族等を指す。

## 行政区画
- 鎮:新州鎮、椏杈鎮、天生橋鎮、平班鎮、徳峨鎮、隆或鎮
- 郷:沙梨郷、者保郷、者浪郷、革歩郷、金鐘山郷、猪場郷、蛇場郷、克長郷、岩茶郷、介廷郷